# Eximperituserqethhzebibšiptugakkathšulweliarzaxułum
Eximperituserqethhzebibšiptugakkathšulweliarzaxułum (normalmente abreviado para Eximperitus) é uma banda de death metal técnico formada em Minsk, capital da Bielorrússia, em 2009. As letras das músicas falam de misticismo sumério ou babilônico, ocultismo, aniquilação e morte.
A banda adquiriu bastante atenção pelo nome longo de 51 letras. O significado do nome foi explicado por um dos membros como sendo um "neologismo aglutinante individual de um autor. Em sua criação, foram usados alguns termos latinos, egípcios antigos, acádios e sumérios". Isso, segundo o autor, revela o nome impronunciável. "Quando dividido em fragmentos, cria o feitiço dos Lordes sem forma da Escuridão Anterior".
Todos os títulos e letras das músicas da banda são escritos em uma forma transliterada de bielorrusso arcaico.

## Discografia
Desde sua formação, a banda já lançou dois demos, um álbum, um EP, um compilado em cassete e um single. A seguir encontram-se listados os lançamentos na ordem em que foram lançados com os nomes das faixas e suas respectivas durações.
- Triumpho Tenebrarum in Profundis Mors: foi primeiro lançamento da banda em demo, de forma independente em 11 de novembro de 2011, contendo três faixas, totalizando 14 minutos e 17 segundos de duração. São elas:[1]
  - Invoco Mortifer Honores Facere Obscuritatem (6:15 de duração);
  - Claves Odium ad Portas sui Interitum (3:54 de duração);
  - Pierasiakajučy swiatlieńnie j zmrok dziewiaci miraŭ spustašęńnia... (instrumental) (4:08 de duração).
- Promo 2013: é o segundo demo da banda lançado como edição limitada contendo duas faixas, lançado em 25 de novembro de 2013. Dele foram disponibilizadas apenas 20 cópias em mídia física.[2] As faixas são:
  - Pierasiakajučy Swiatlieńnie J Zmrok Dziewiaci Miraŭ Spustašęnnia Čatyroch Wymiaręńniaŭ Času J Prastoru... (4:24 de duração);
  - Pašyrajučy Spiektr Suzirańnia Ękstrapaliarnaha Kantynuumu Praz Sakraĺnaje Admaŭlieńnie Tliennaje Ręčaisnaści... (3:29 de duração).
- Prajecyrujučy sinhuliarnaje wypramieńwańnie Daktryny Absaliutnaha j Usiopahłynaĺnaha Zła skroź šaścihrannuju pryzmu Sîn-Ahhī-Erība na hipierpawierchniu zadyjakaĺnaha kaŭčęha zasnawaĺnikaŭ kosmatęchničnaha ordęna palieakantakta... : é o terceiro lançamento da banda, o primeiro deles que não é um demo. Foi lançado em 8 de junho de 2016 em CD pela Amputed Veins, contendo 8 faixas que totalizam 29 minutos e 37 segundos de duração.[3] As faixas são:
  - Transhręsiŭnaje ŭšęście Ęn-miendurana skroź pramianistuju dęĺtu Wialikaha Architęktara Al-Sadirah minujučy modusy času Ankh-f-n-Khonsu, niewiadomaha wartaŭnika wuzłoŭ Maa-Atef-F, da abicieli Adąda... (3:57 de duração);
  - Imknieńnie apantanaści hniewu Sębęka da słupoŭ twaręńnia ruin Aššurbanipała skroź zabaronieny šliach ęmpiryjakrytycyzmu miedytatyŭnych pahłyblieńniaŭ Ćiomnych Zaklinaĺnikaŭ pustyni ŭšęścia Płutona... (3:06 de duração);
  - Da pytańniaŭ ab suziraĺnym paznańni naradžęńnia trahiedyi j niaŭchiĺnaści hibeli isnaha ŭ Wučeńni Anihiliacyi, jak pra pieršaęliemienty praŭdziwaj pryrody askietyčnych praliehamienaŭ mižhałaktyčnaha... (2:56 de duração);
  - Akružany parallieĺnymi cykłami biaźmiežnaści śmierci Baâl Wadalieja nakiroŭwaje wypaliennyja wačnicy kosmakarkasaŭ pachawaĺnych piramid pa toj bok miež twaręńnia asliapliajučych promńiaŭ Mietatrona... (4:24 de duração);
  - Somnambuličnyja tulliańni karawanaŭ ziłlijonnamiesiacowych rozumazrokaŭ žracoŭ Ïrminizmu, jakija pakidajuć pojas Kojpiera, skroź hnozis ękzistęncyjanaĺnaha immažynaryuma katakombaŭ Ra-Hoor-Khuit... (3:13 de duração);
  - Apałohija Samaźniščęńnia ŭ Daktrynie Wyzwalieńnia Philippa Mainländęra, jak dumka jakaja biaskonca pahłybliajecca ad z'jawy da sutnaści, jość adzina dakładnaje mierkawańnie ab Wyšęjšaj Marali... (4:21 de duração);
  - Rytuał pryzyŭnoha zaklionu ŭsioabdymnaj ęnierhii Ciemry, u hipastyĺnaj zalie matęryjalizacyi ŭwasablieńniaŭ Kokabaęła, zaklikany zubožyć ahafałahičnyja abliččy idałaŭ Anhârąka, zwajawaŭšych... (2:35 de duração);
  - Paświačęńnie adęptam Salipsizmu uwažliwym da pastuliawańnia Von Hartmana ab Nieswiadomym u Z'jawach Cialiesnaha j Duchoŭnaha Žyćcia, što skažajuć azimutaĺny kut Palinhienęzii ad zawieršanaha... (instrumental) (5:05 de duração).
- W2246-0526: o quarto lançamento da banda, de 20 de outubro de 2017, foi disponibilizado nos formatos de CD em Digipak (em edição limitada) e em mídia digital de forma independente (pela plataforma Bandcamp). As faixas são:
  - Heka (6:26 de duração);
  - Deshret (4:36 de duração).
- 暗黑艺术执政: Lançado em 16 de agosto de 2018, é um compilado em fita cassete, da qual foram disponibilizadas 150 cópias.[4]
- Tahâdu (single): é o sexto lançamento da banda em single. Lançado em 8 de abril de 2019 pela Bandcamp, com 5 minutos e 33 segundos de duração. Foram disponibilizadas 150 cópias do single.[5]